# Scymnowate
Scymnowate (Dalatiidae) – rodzina ryb chrzęstnoszkieletowych z rzędu koleniokształtnych (Squaliformes).

## Zasięg występowania
Zimne i umiarkowane wody oceaniczne półkuli północnej i południowej, od Arktyki po Antarktydę.

## Cechy charakterystyczne
Dwie płetwy grzbietowe, bez kolców – jedynie u Squaliolus występuje kolec w pierwszej płetwie grzbietowej. Występują narządy świetlne, w formie ciemnych plamek, zwykle umiejscowione na grzbietowej części ciała. Do tej rodziny należą najmniejsze z rekinów, mierzące około 25 cm długości całkowitej.

## Klasyfikacja
Rodzaje zaliczane do tej rodziny:
- Dalatias Rafinesque, 1810 – jedynym przedstawicielem jest Dalatias licha (Bonnaterre, 1788) – liksa
- Euprotomicroides Hulley & Penrith, 1966 – jedynym przedstawicielem jest Euprotomicroides zantedeschia Hulley & Penrith, 1966
- Euprotomicrus Gill, 1865 – jedynym przedstawicielem jest Euprotomicrus bispinatus (Quoy & Gaimard, 1824)
- Heteroscymnoides Fowler, 1934 – jedynym przedstawicielem jest Heteroscymnoides marleyi Fowler, 1934
- Isistius Gill, 1865
- Mollisquama Dolganov, 1984
- Squaliolus Smith & Radcliffe, 1912